# Метт Равлич
Метью Джозеф Равлич (англ. Matthew Joseph Ravlich, нар. 12 липня 1938, Су-Сент-Марі) — канадський хокеїст, що грав на позиції захисника.

## Ігрова кар'єра
Професійну хокейну кар'єру розпочав 1954 року.
Протягом професійної клубної ігрової кар'єри, що тривала 21 років, захищав кольори команд «Бостон Брюїнс», «Детройт Ред-Вінгс», «Чикаго Блекгокс» та «Лос-Анджелес Кінгс», а також низки клубів нижчих північноамериканських ліг.
Усього провів 410 матчів у НХЛ, включаючи 24 матчі плей-оф Кубка Стенлі.

## Тренерська кар'єра
З 1972 до 1974 року був тренером команди АХЛ «Бостон Брейвс».